# Paweł Cyganek
Paweł Cyganek (ur. 4 października 1913 na Wirku, Ruda Śląska, zm. 11 września 1995 w Rudzie Śląskiej) – polski piłkarz, napastnik.
Paweł Cyganek treningi rozpoczął jako nastolatek w Wawelu Wirek, w latach 30. występującego w śląskiej A-klasie (odpowiednik dzisiejszej II ligi). W reprezentacji Polski zagrał tylko raz – znalazł się w składzie na ostatni przedwojenny mecz Polaków. 27 sierpnia 1939 Polska wygrała z Węgrami 4:2. Był wówczas zawodnikiem Fabloku Chrzanów.
Podczas II wojny światowej wrócił na Górny Śląsk i nadal grał w piłkę. Grał w klubie 1. FC Katowice. Znajdował się w kręgu zainteresowań Seppa Herbergera, selekcjonera reprezentacji Niemiec. Po jej zakończeniu grał w mniej znanych polskich zespołach (do 1955). Pochowany na Starym cmentarzu parafii św. Wawrzyńca i Antoniego w Rudzie Śląskiej - Wirku, przy ul. Nowary. (sek.1, rząd 14, kw.461)